# Manuel Villegas
Manuel Villegas Restrepo (Medellin, 12 december 1984) is een golfprofessional  uit Colombia. Hij is de bijna drie jaar jongere broer van Camilo Villegas.

## Amateur
Manuel Villegas studeerde aan de Universiteit van Florida en speelde college golf voor de Gator's. In die periode speelde hij ook op de Hooter's Tour.

### Gewonnen
- 1996: Nationaal kampioenschap voor 10- en 11-jarigen
- 1998: Nationaal kampioenschap voor 12- en 13-jarigen
- 2003: Zuid-Amerikaans Kampioenschap
- 2005: Zuid-Amerikaans Teamkampioenschap in Ecuador
- 2006: SunTrust Gator Invitational

## Professional
Manuel Villegas werd in 2008 professional en won in zijn eerste seizoen al het Colombia Open. In 2009 verdedigde hij zijn titel met succes.
In 2010 speelde hij aan aantal toernooien op de Nationwide Tour. In 2011 speelt hij met zijn broer in de World Cup. 

### Gewonnen
- 2008: Colombia Open
- 2009: Colombia Open

### Teams
- World Cup: 2011 (met Camilo)